# 吳鴻麟
吳鴻麟（1899年9月28日—1995年3月29日），臺灣政治人物，中國國民黨籍。桃園市客家人、医生。曾歷任桃園縣議員、議長、縣長。設有吳鴻麟獎學金。

## 生平
吳鴻麟於1899年（明治32年）9月28日在中壢出生，1925年3月於臺北醫學專門學校以優異成績畢業，之後進入日本赤十字社台北支部醫院擔任醫員，1930年時與兄長吳鴻森一同開業，為私立中壢醫院副院長。後擔任皇民奉公會中壢郡支會衛生保健班長。

## 家族
父吳榮隸，因飽讀詩書而有威望。吳榮隸生八子，長兄吳鴻森從醫，在1935年獲日本當局推為官派新竹州協議會議員、臺灣省參議會參議員、國民參政員，國民黨來台後任國大代表。孿生兄弟法官吳鴻麒，在1947年的二二八事件中遭到殺害。
妻子林訪蘭為前苗栗縣長林為恭之妹，兩人共有三子三女。長女吳芳英18歲就讀台北第三高女時，還未畢業，就在父親促成下與中研院院士宋瑞樓完婚。
子吳伯雄曾任國民黨籍桃園縣第七屆縣長，現為國民黨榮譽主席。孫吳志揚曾任中華職棒聯盟會長、吳志剛為國民黨籍台北市議員。